# Manoir de la Plâterie
 (juillet 2025).
Si vous disposez d'ouvrages ou d'articles de référence ou si vous connaissez des sites web de qualité traitant du thème abordé ici, merci de compléter l'article en donnant les références utiles à sa vérifiabilité et en les liant à la section « Notes et références ».
Le manoir de la Plâterie, également connu sous le nom commercial de Manoir de Restigné ou Château de La Platerye, est un manoir situé à Restigné (Indre-et-Loire).
Si un fief est mentionné dès le XVIe siècle, le logis principal du manoir est reconstruit au XVIIe siècle puis remanié au siècle suivant. La façade du manoir et son orangerie sont inscrites aux monuments historiques en 1971. Au XXIe siècle, les bâtiments sont progressivement restaurés par les propriétaires du manoir.

## Localisation
Le manoir de la Plâterie est situé sur la commune de Restigné, à 500 m au nord-est du chef-lieu communal, dans le vignoble de Bourgueil.

## Historique
La Plâterie, au XVIe siècle, est le siège d'un fief qui, en 1639, est rattaché à la paroisse de « Benays ». Les familles propriétaires se succèdent ensuite au gré des héritages et des mariages. Le logis principal est reconstruit au XVIIe siècle et agrandi au siècle suivant.
Les seigneurs sont successivement Florent de Lesme (1589) ; René de Lesme (1611) ; Pierre de Lesme (1643) ; Jean Guesdier, sous-doyen de Saint-Martin (1664) ; Anne Lefebvre (1681) ; François de Montplacé (1667) ; N. de Montplacé (1712) ; André Berthelot de Villeneuve (1775-1789).
À la fin du XVIIIe siècle et jusqu'au milieu du XIXe siècle, la Plâterie appartient à Théodore François Berthelot, maire de Restigné au début du XIXe siècle. Philippe Berthelot démembre le domaine et vend le château en 1858.
De 1935 à 1953, le manoir est utilisé par la fondation des Apprentis d'Auteuil qui l'a reçu en legs. Par la suite, il est revendu à des propriétaires privés. En 1971, la façade principale du manoir, celle de l'orangerie et les toitures correspondantes sont inscrites au titre des monuments historiques.
Les propriétaires Sophie et François Michel Duguet restaurent cette demeure depuis 2005. Après la restauration totale du manoir, de l'orangerie, la chapelle Saint-Laurent, encore consacrée, est restaurée en 2010 et 2011. Les communs, datant du XVIe siècle, sont en cours de rénovation, dans le courant de l'année 2016.

## Description et architecture
La façade sud du logis principal, parfaitement symétrique, porte un tympan courbe au dessus de l'entrée principale et du balcon du premier étage. L'édifice est flanqué de deux pavillons d'ailes en légère avancé dont le fronton est triangulaire. De part et d'autre, un rez-de-chaussée est construit, muni de combles à la Mansart. La cuisine du logis et un escalier desservant une cave voûtée peuvent être datés, eux, du XVIe siècle.
Parmi les bâtiments annexes figure une orangerie du XVIIIe siècle, à façade à arcades, couverte elle aussi d'un toit mansardé.
Le mur d'enceinte; en bordure de la route, s'appuie sur deux pavillons dont l'un est une chapelle vouée à saint Laurent. Ce bâtiment est consacré en 1753 par Germain Chasteigner de la Chasteigneraye, abbé commendataire de l'abbaye de Bourgueil, peut-être à l'issue d'une reconstruction de la chapelle. En 1958, Robert Ranjard mentionne une tour cylindrique formant l'angle sud-ouest de l'enceinte du parc.
L'ensemble est édifié est grand appareil de pierre de taille, avec chaînages d'angle proéminents. Les toitures sont en ardoise.
La cave de l'une des dépendances se prolonge vers le sud par un souterrain obstrué par des éboulements. Ce souterrain est réputé dater des Guerres de Religion.

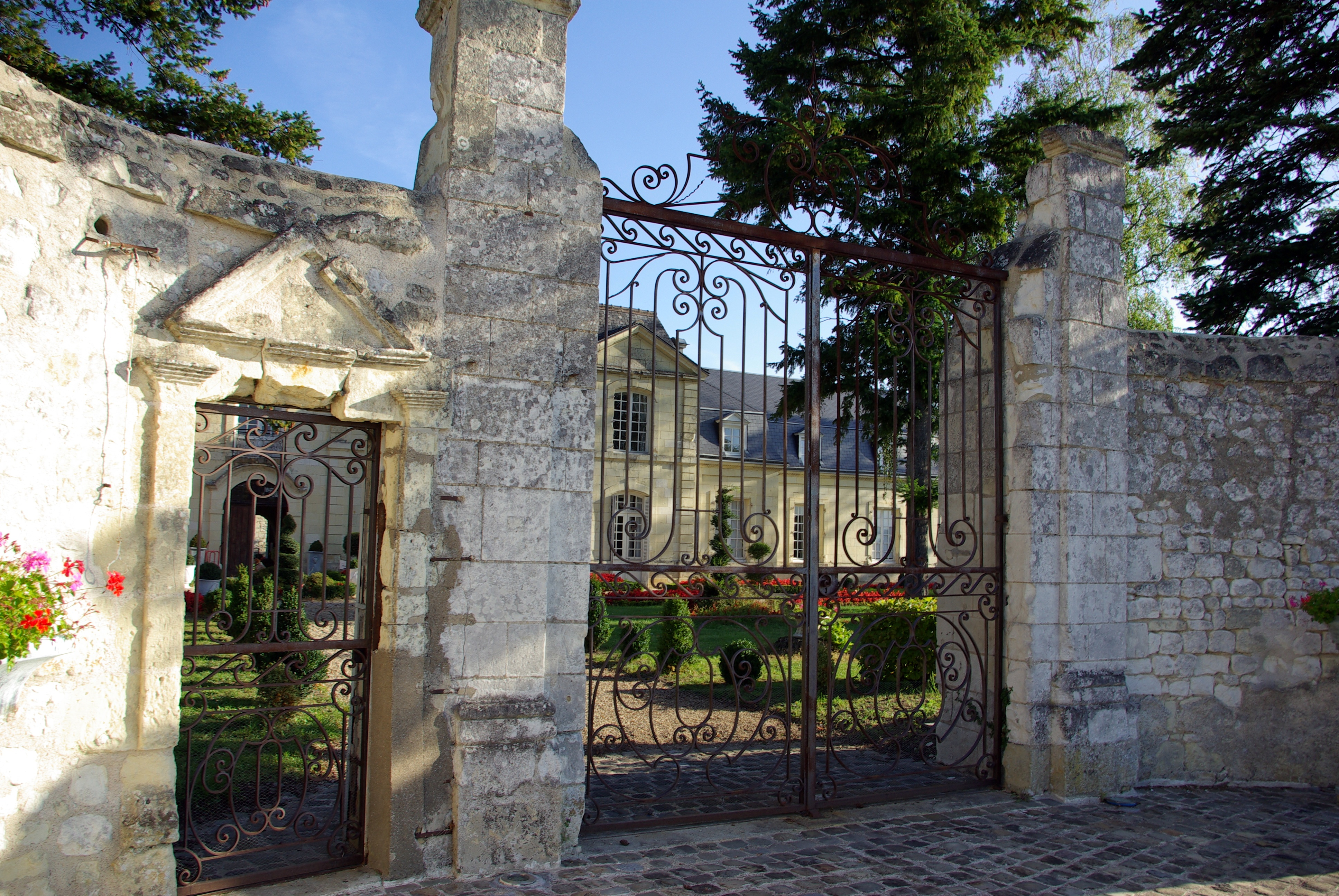
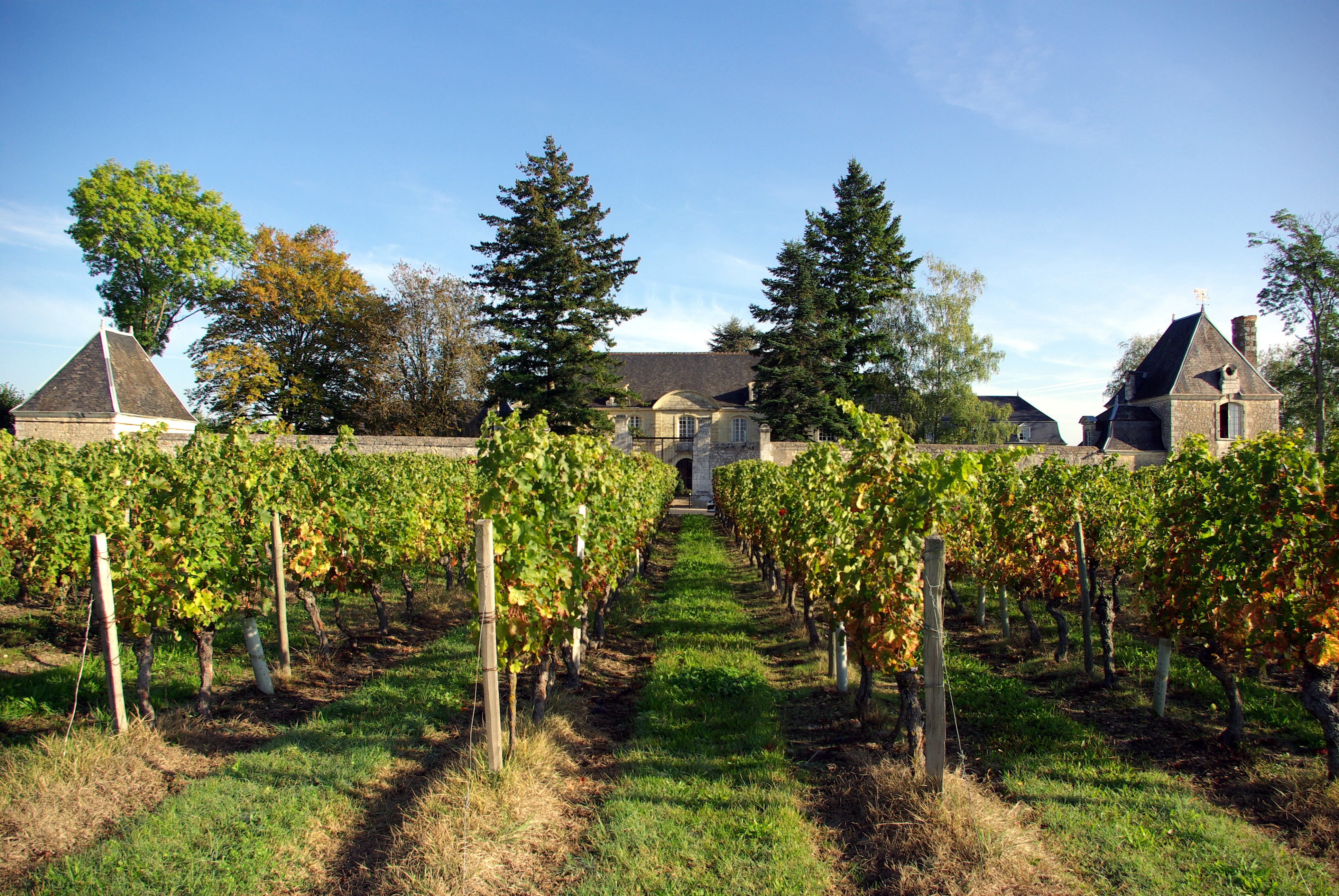
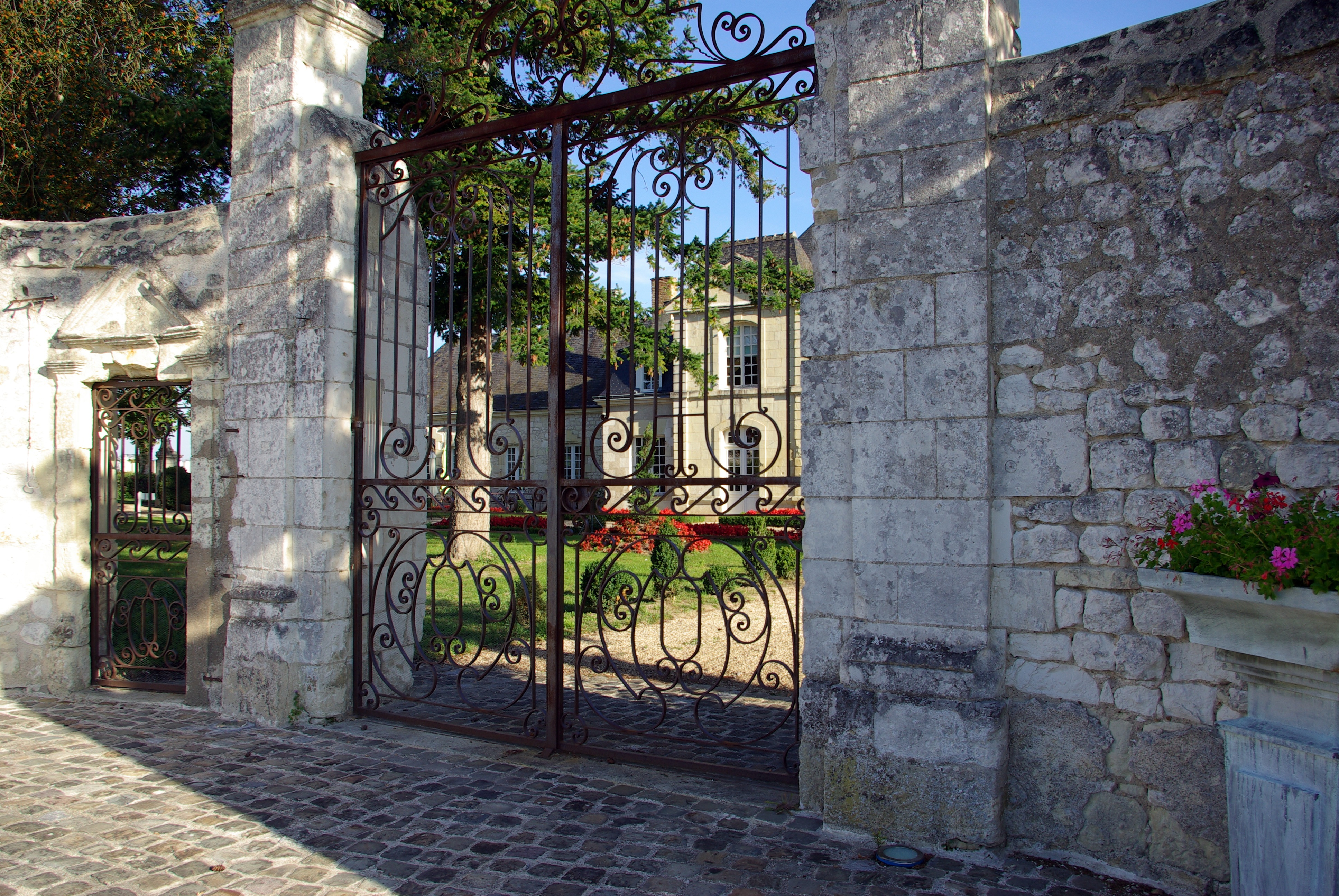

## Pour en savoir plus